# Rover VVC
VVC (anglicky Variable Valve Control) je technologie proměnného časování ventilů vyvinutá společností Rover a používaná u některých vysoce výkonných variant motorů typu Rover K-series.

## Princip
Princip VVC je založen na funkci excentrického rotujícího disku, který řídí sací ventily u každé dvojice válců zvlášť.
Vzhledem k tomu, že excentrický tvar vytváří nelineární rotaci, dobu otevření ventilů tím lze měnit ovládáním excentrické polohy disku. Zjednodušeně řečeno, za účelem zlepšení optimalizace časování ventilů pro rozdílné otáčky a zatížení motoru je systém schopen měnit časování a dobu trvání otevření vstupního ventilu v závislosti na tlaku oleje. Dosahuje toho pomocí komplexního a jemně opracovaného mechanismu řízení vstupní vačkové hřídele. Tento mechanismus může urychlit a zpomalit rychlost otáčení vačkového hřídele v průběhu jednotlivých částí svého cyklu (např. může vytvářet delší dobu otevření ventilu zpomalením rotace během cyklu kdy je ventil otevřen a urychlením během jeho uzavření).
Tento systém má tu výhodu, že je neustále proměnný, nikoliv závislý na momentálních otáčkách. Jeho nevýhodou je složitost systému a tomu odpovídající cena. Jiné systémy dosáhnou podobných výsledků s menšími náklady a jednodušší konstrukcí (ovládání elektronikou).
Základní koncept byl popsán jistým panem Mitchellem a byl patentován britským výrobcem pístů Automotive Engineering Company Limited (AE) zpětně v roce 1973. Systém se provozně radikálně lišil od všeho, co bylo do té doby vyvinuto. Nicméně o něj neměl nikdo zájem a nebyl využíván a tak byl zapomenut, dokud jej společnost Rover znovu neobjevila. V roce 1989 Rover začal s tímto systémem experimentovat a v roce 1993 se objevil v motoru 1,4 l s VVC. Tento systém technicky vychází z převzatého patentu, ale byl přepracován a mechanická část je již čistě prací vývojářů někdejší automobilky Rover. Po kolapsu MG Rover Group v roce 2005, převzala čínská Nanjing Automobile Group kompletní technické know-how MG Rover Group včetně systému VVC, ale po obnovení výroby pod samostatnou značkou MG Motor UK již nebyl tento systém využit. Byl nahrazen motory založenými na někdejších K-series, které byly přepracovány a s novým označením VTi-Tech, TCi-Tech a Kavachi dnes pracují na již běžném principu atmosférického plnění nebo přeplňování turbodmychadlem.
Systémem VVC je také vybavena řada motorů MG / Rover v těchto automobilech: Ariel Atom, Lotus Elise, Caterham Seven, Caterham 21, GTM Libra MG ZR 160 a další.